# زندگی پیش‌رو
زندگی پیش رو (به انگلیسی: The Life Ahead) یک فیلم درام به کارگردانی ادواردو پونتی، با فیلمنامه ای به قلم پونتی و اوگو چیتی است که براساس رمان زندگی قبل از ما ساخته رومن گاری ساخته شده‌است. در این فیلم سوفیا لورن، ابراهیما گوئی، بابک کریمی و ابریل زامورا بازی می‌کنند.
در ۶ نوامبر سال ۲۰۲۰ و با پخش دیجیتالی در نتفلیکس در تاریخ ۱۳ نوامبر ۲۰۲۰ با انتشار محدود منتشر شد.

## طرح
پس از اینکه یک کودک ۱۲ ساله سنگالی در خیابان سعی داشت از یک زن مسن سرقت کند، او با اکراه موافقت می‌کند که او را به خانه ببرد. بین آنها پیوند عمیقی به وجود آمده و او سعی می‌کند به او کمک کند تا راه خود را در زندگی پیدا کند، زیرا او می‌فهمد که او هم یک بازمانده هولوکاست است و هم یک روسپی سابق که اکنون از فرزندان دیگر روسپی‌ها مراقبت می‌کند.

## نقش
- سوفیا لورن در نقش مادام رزا
- ابراهیما گوئی در نقش مومو
- آبریل زامورا در نقش لولا
- رناتو کارپنتری در نقش دکتر کوهن
- بابک کریمی در نقش حمیل
- ماسیمیلیانو روسی به عنوان فروشنده مواد مخدر

## تولید
در ژوئیه سال ۲۰۱۹، اعلام شد که سوفیا لورن، ابراهیم گوئی، ابریل زامورا، رناتو کارپنتیری و بابک کریمی به جمع بازیگران این فیلم پیوستند، ادواردو پونتی در کنار کارگردانی فیلم بر اساس رمان زندگی قبل از ما از رومن گری فیلمنامه اش را به همراه اوگو چیتی نوشت.
عکاسی اصلی در ژوئیه ۲۰۱۹ در باری ایتالیا آغاز شد.

## پخش
در فوریه ۲۰۲۰، نتفلیکس حق پخش جهانی فیلم را به دست آورد. با انتشار محدود در ۶ نوامبر سال ۲۰۲۰ و پس از آن پخش دیجیتالی در نتفلیکس در ۱۳ نوامبر سال ۲۰۲۰ منتشر شد.